# Robert Ellenstein
Robert Ellenstein (18. června 1923 Newark, New Jersey – 28. října 2010 Los Angeles, Kalifornie) byl americký herec.
Za druhé světové války sloužil u armády a byl vyznamenán Purpurovým srdcem. Po válce vystudoval University of Iowa a v Clevelandu začal s hraním, režírováním a vyučováním. V 50. letech hrál např. v seriálu Robert Montgomery Presents či v televizním filmu The Wrong Man, kde jako první v televizi ztvárnil Alberta Einsteina. V roce 1954 natočil svůj první celovečerní snímek Rogue Cop, na přelomu 50. a 60. let hrál např. v Hitchcockově filmu Na sever severozápadní linkou či hostoval v seriálu The Lawless Years. Režíroval řadu televizních děl, v dalších také vystupoval, působil rovněž v divadle jako režisér i jako herec. Jeho zřejmě nejznámějšími rolemi byl padouch v pilotní epizodě seriálu Měsíční svit (1985) a prezident Spojené federace planet ve sci-fi filmu Star Trek IV: Cesta domů (1986). V dalším Star Treku také hostoval, ztvárnil roli Stevena Millera v epizodě „Oáza“ seriálu Nová generace (1987).